# Rodelinda

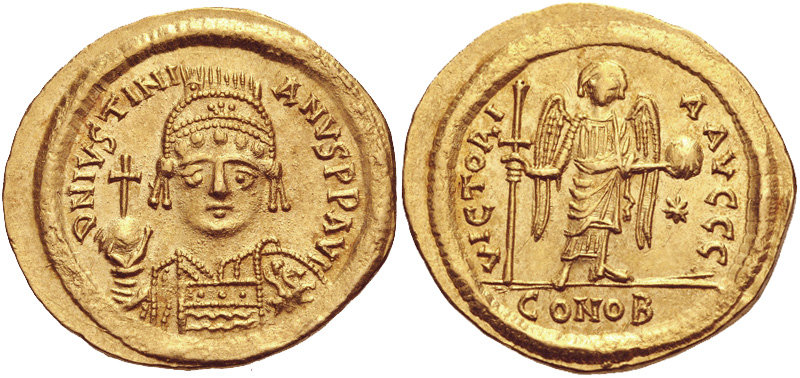
Soldo de Justiniano r.

Rodelinda  foi uma nobre que viveu na século VI, conhecida por ser a esposa do rei Audoíno (r. 546–560) e mãe do rei Alboíno (r. 560/565–572). Sua origem é incerta, embora provavelmente seja a irmã de nome desconhecido de Amalafredo e portanto filha do turíngio Hermanfredo com a ostrogoda Amalaberga, a sobrinha do rei Teodorico, o Grande (r. 474–526). Apesar disso, ela também é identificada como uma possível princesa bávara.

## Biografia
Rodelinda foi a esposa do rei Audoíno (r. 546–560) e mãe do rei Alboíno (r. 560/565–572). Ela foi a primeira esposa de Audoíno, regente do infante Valtário de 540 a 546/547 e rei em seu próprio direito de 546/547 até data incerta após 552, e deu-lhe um filho, seu sucessor Alboíno. Por ela ser citada pelo nome somente na obra de Paulo, o Diácono, suas origens são incertas.
O historiador Procópio de Cesareia cita um arranjo matrimonial entre Audoíno e um desconhecida irmã de Amalafredo, um príncipe de linhagem mista ostrogótica e turíngia. Segundo ele, as bodas foram organizadas pelo imperador bizantino Justiniano (r. 527–565) entre 540 e 552, e esta mulher desconhecida poderia ser a Rodelinda citada por Paulo, o Diácono; os autores da Prosopografia do Império Romano Tardio questionam a veracidade do casamento. Uma outra dificuldade é que em 552, Alboíno já era um guerreiro.  A Prosopopeia considera que o casamento entre Audoíno e Rodelinda ocorreu nos anos 530.
Outros estudiosos tendem a aceitar a identificação, observando sua importância ao ligar os reis lombardos com a linhagem real dos Amalos, dos ostrogodos. Tal casamento teria dado a Audoíno a legitimidade para herdar os tronos ostrogodo e turíngio, o último em particular como Audoíno já era meio-irmão dos último rei turíngio, então o colocado em oposição aos francos que haviam tomado a maioria das terras dos turíngios. Apesar disso, há autores que preferem sugerir interpretações diversas, como István Boná: segundo ele, Rodelinda era provavelmente uma princesa bávara distinta da princesa turíngia com a qual Audoíno casou-se depois.